# Rute (Musikinstrument)

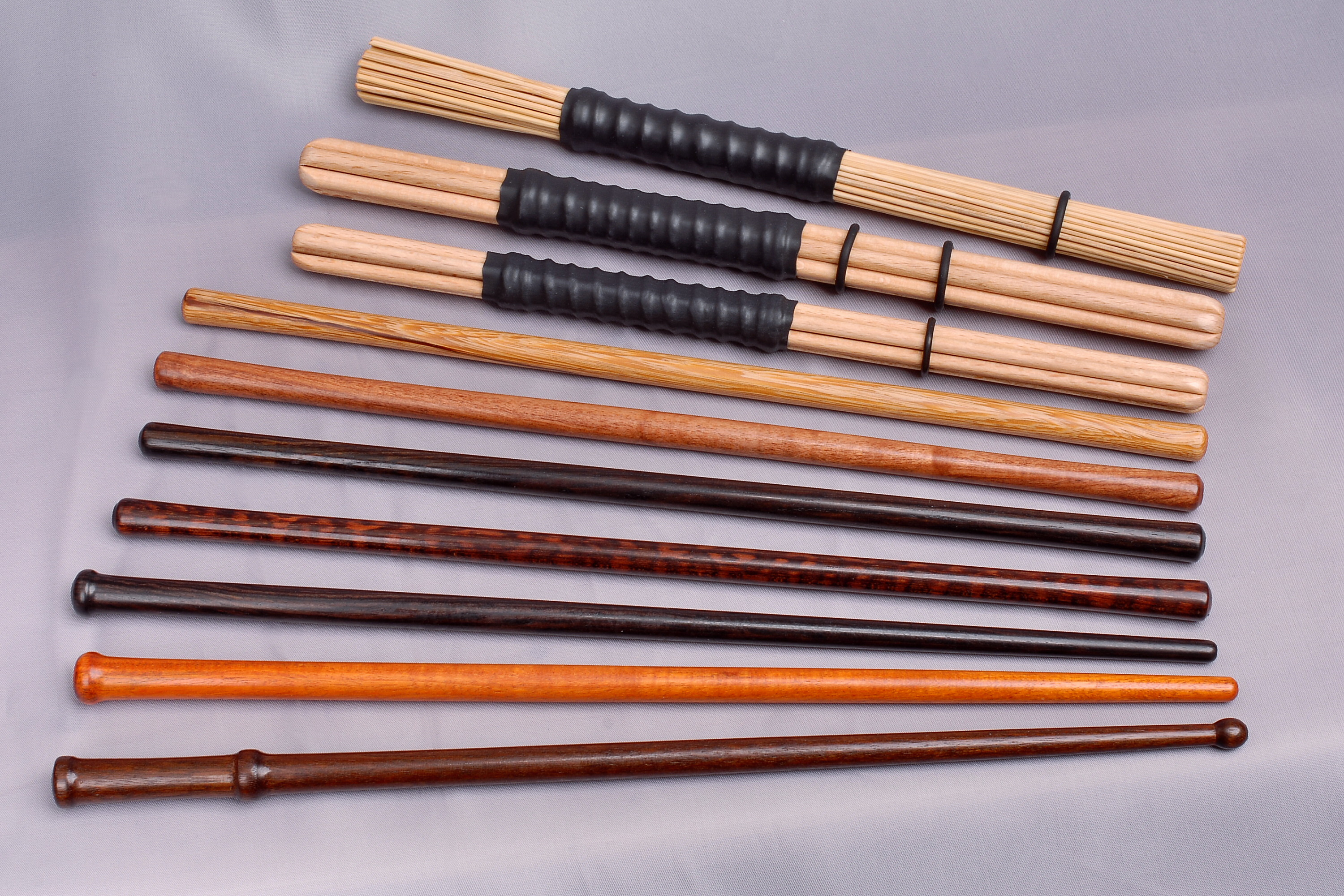
Verschiedene Einzel-Rods neben Bodhrán-Sticks

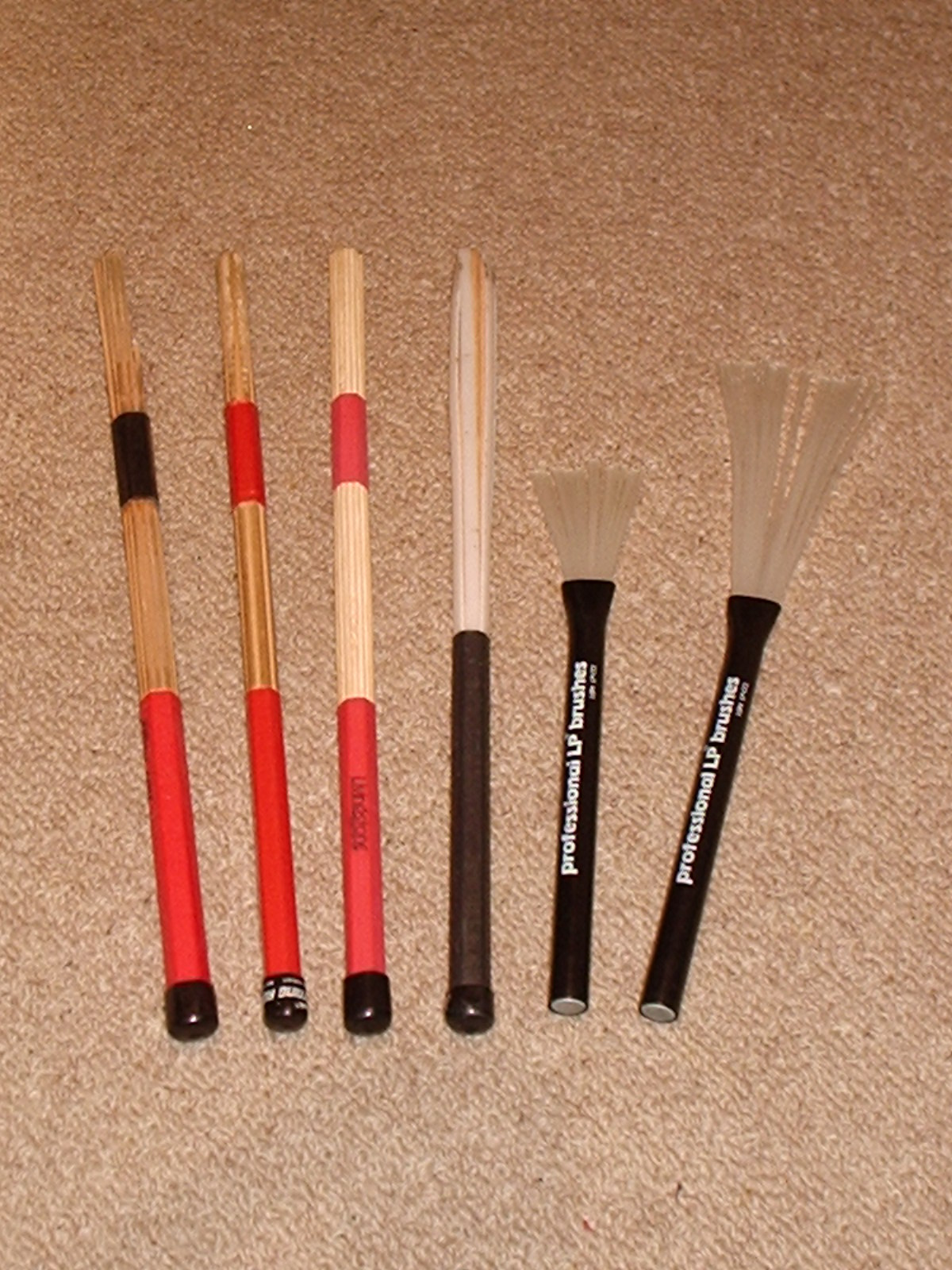
Verschiedene Rod-Sticks neben einem Paar Jazz-Besen

Als Rute bezeichnet man eine besondere Art des Schlägels, mit dem Schlaginstrumente wie z. B. die Große Trommel angeschlagen werden. Sie entstammt der Janitscharenmusik und wurde ursprünglich aus Reisig gefertigt, das am unteren Ende zusammengebunden war; der Klangeffekt entspricht ungefähr dem eines Stahlbesens. Sie gelangte im 18. Jahrhundert ins Orchester, wo sie u. a. in Mozarts komischer Oper Die Entführung aus dem Serail (1782) eine „türkische“ Klangatmosphäre schaffen soll. Die Rute wurde auch zu anderen Zeiten in der Musik der Balkanvölker verwendet, auch in Kombination mit einem normalen Trommelschlägel.
Eine moderne Form der Rute sind die Rods oder Rod-Sticks für das Schlagzeug. Sie bestehen jeweils aus einem 30–45 cm langem Verbund von etwa 7 bis 20 dünnen Stäbchen (aus Holz (v. a. Birkenholz) oder Kunststoff), der mit einem stabilen Kunststoffmantel in Form gehalten wird. Vereinzelt besteht ein verschiebbarer Ring, mit dem die Festigkeit des Stäbchenverbundes zur Stickspitze hin verändert, und damit der Klang beeinflusst werden kann. Durch das gleichzeitige Auftreffen der einzelnen Stäbchen auf das Schlagfell, ist der Klang weicher als mit herkömmlichen Drumsticks, aber lauter möglich als mit Jazzbesen. Rods nehmen somit eine Mittelstellung zwischen normalen Drumsticks und Jazzbesen ein. Wie auch bei den Jazzbesen variieren die verschiedenen Modelle in Material und Form der Einzelstäbe. Bei einigen ist ein dickerer Stab in der Mitte des Bündels eingelegt, um dem „Stickgefühl“ näherzukommen.
Seltener wird die Rute als Idiophon eingesetzt, indem man sie in die flache Hand schlägt. Nach diesem Prinzip sind Aufschlagidiophone wie die polynesischen Puili (auch Puili Sticks) gebaut, die aus mehrmals längs aufgeschlitzten Bambusröhren bestehen, welche so eine Art Bündel ergeben. Sie erzeugen einen raschelnden Klang.